# Exército da Oitava Rota

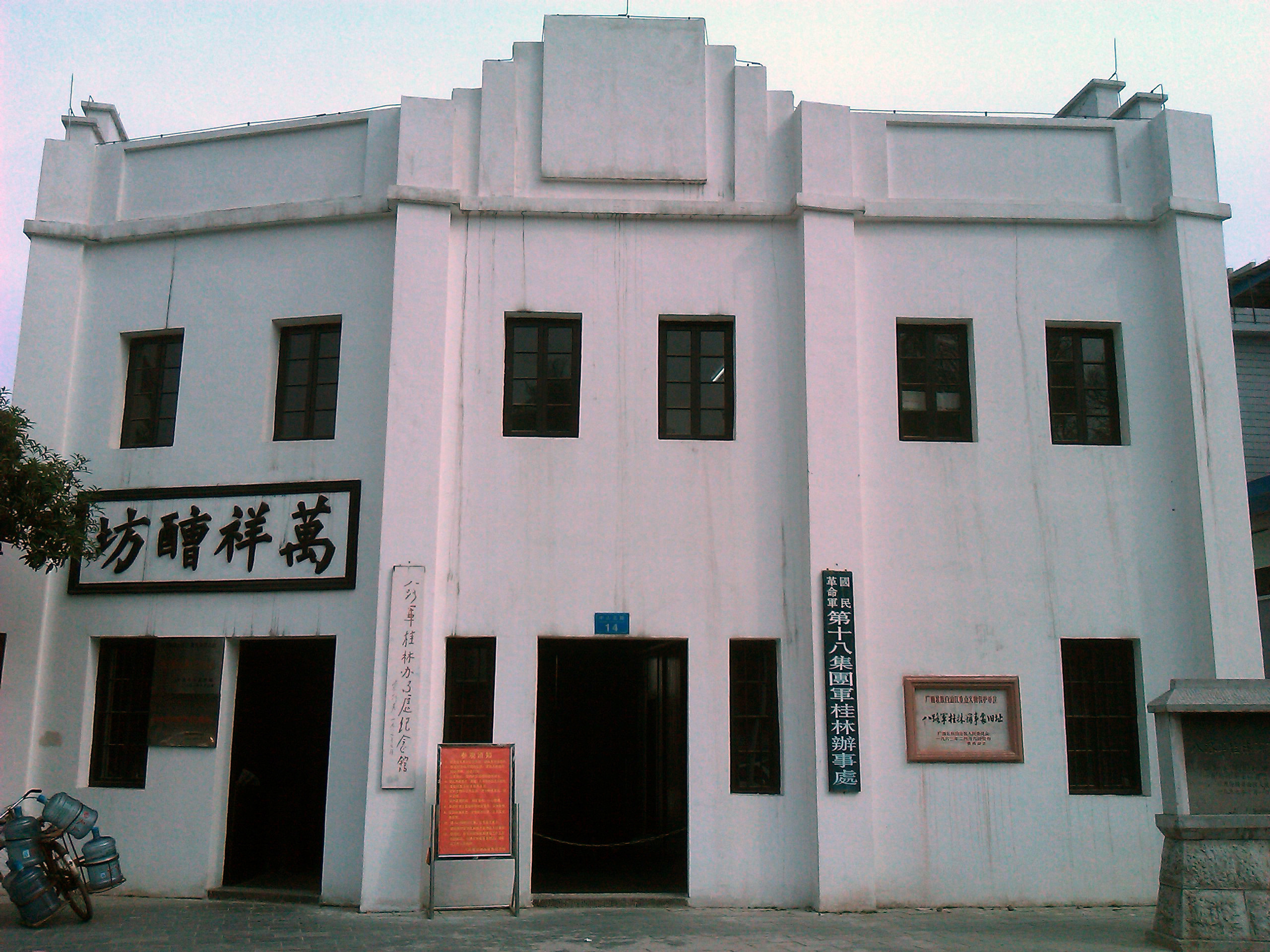
Antigo local do Escritório do Exército da Oitava Rota, em Guilin.

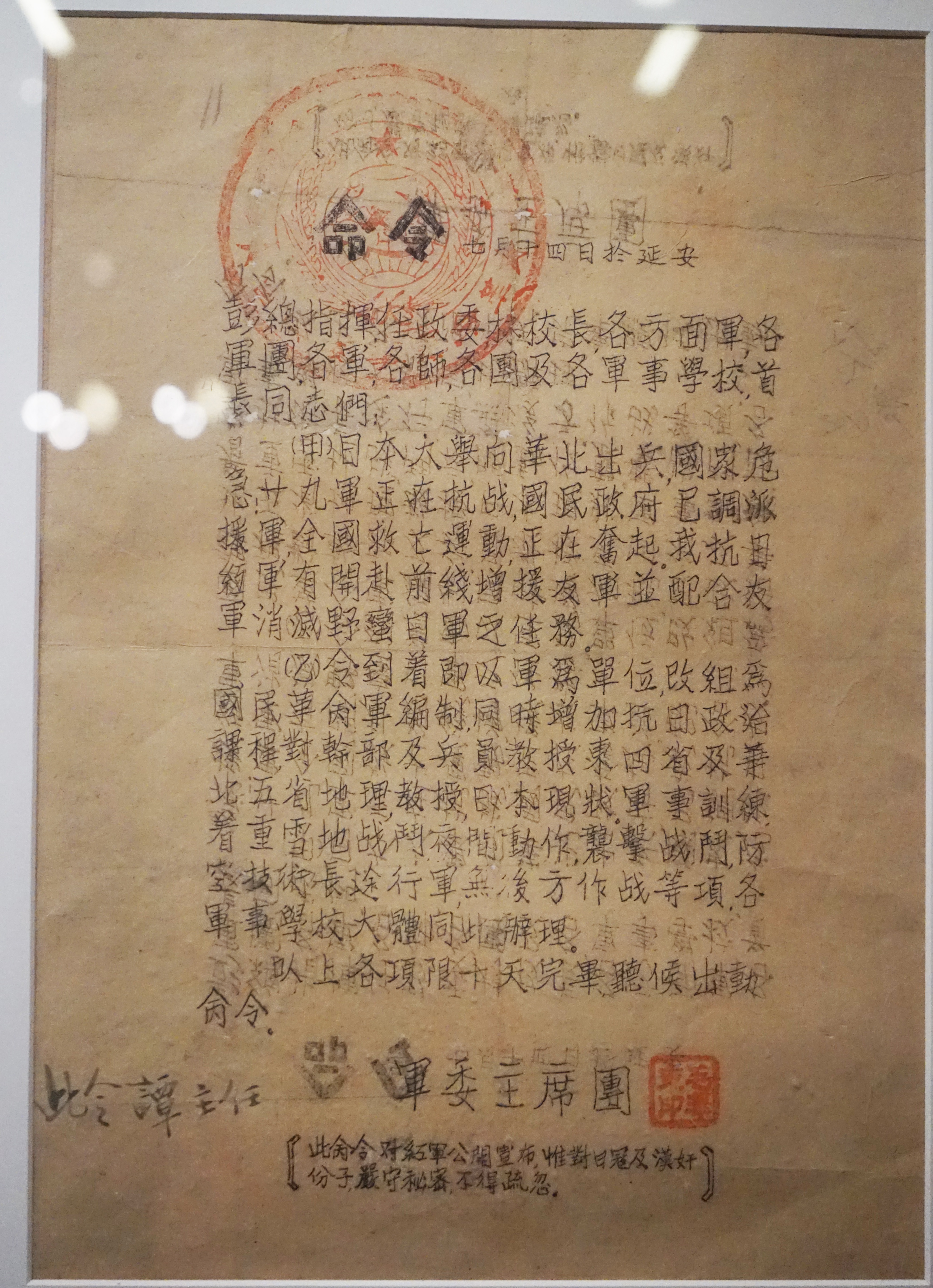
Em julho de 1937, o Presidium da Comissão Militar Central emitiu uma ordem para que o Exército Vermelho Chinês se reorganizasse no Exército Nacional Revolucionário e mantivesse a linha de frente antijaponesa.

O Exército da Oitava Rota (chinês tradicional: 八路軍, chinês simplificado: 八路军, pinyin: Bālù-Jūn), oficialmente conhecido como o 18º Exército de Grupo do  Exército Nacional Revolucionário da República da China, foi um exército de grupo que atuou sob o comando do Partido Comunista da China, nominalmente dentro da estrutura de militares chineses chefiada pelo Partido Nacionalista Chinês durante a Segunda Guerra Sino-Japonesa. 
O Exército da Oitava Rota foi criado a partir do Exército Vermelho Chinês em 22 de setembro de 1937, quando os Comunistas e Nacionalistas chineses formaram a Segunda Frente Unida contra o Japão na eclosão da Segunda Guerra Sino-Japonesa, como é conhecida a Segunda Guerra Mundial na China. Juntamente com o Novo Quarto Exército, o Exército da Oitava Rota formou a principal força de combate comunista durante a guerra e foi comandado pelo líder do partido Mao Zedong e pelo general Zhu De. Embora oficialmente designado como 18º Exército de Grupo pelos Nacionalistas, a unidade foi referida pelos comunistas chineses e forças armadas japonesas como o Exército da Oitava Rota. O Exército usava uniformes Nacionalistas e levantavam a bandeira da República da China, tratando principalmente das ações de guerrilha contra as forças Japonesas, colaboracionistas e, mais tarde na guerra, contra as forças Nacionalistas. A unidade foi rebatizada como Exército de Libertação Popular em 1947, após o fim da Segunda Guerra Mundial, quando os Comunistas e Nacionalistas retomaram a Guerra Civil Chinesa. 
O Exército da Oitava Rota consistia de três divisões (a 115ª, comandada por Lin Biao, a 120ª sob He Long e a 129ª, sob Liu Bocheng). Durante a Segunda Guerra Mundial, o Exército da Oitava Rota operou principalmente no norte da China, infiltrando-se atrás das linhas Japonesas para estabelecer bases de guerrilha em áreas rurais e remotas. As principais unidades do Exército da Oitava Rota eram auxiliadas por milícias locais organizadas pelo campesinato. 
Os escritórios de articulação do Partido Comunista nas cidades sob controle Nacionalista, como Chongqing, Guilin e Dihua (Ürümqi), eram chamados de Escritórios do Exército da Oitava Rota. 
Coreanos étnicos que lutaram no Exército da Oitava Rota depois se juntaram ao Exército Popular da Coreia, o exército Comunista da Coreia do Norte na Guerra da Coreia. 
Norman Bethune, um médico canadense e comunista, também serviu no Exército da Oitava Rota.

## Organização

### 1937
Em agosto de 1937, o Exército da Oitava Rota possuía três divisões. 
| Divisão      | Comandante            | Ordem de batalha       | Comandante               | Forças da tropa |
| ------------ | --------------------- | ---------------------- | ------------------------ | --------------- |
| 115ª Divisão | Lin Biao（林彪）      | 343ª Brigada           | Chen Guang（陈光）       | 15.000          |
| 115ª Divisão | Lin Biao（林彪）      | 344ª Brigada           | Xu Haidong（徐海东）     | 15.000          |
| 115ª Divisão | Lin Biao（林彪）      | Regimento Independente | Yang Chengwu（杨成武）   | 15.000          |
| 120ª Divisão | He Long（贺龙）       | 358ª Brigada           | Lu Dongsheng（卢 冬 升） | 14.000          |
| 120ª Divisão | He Long（贺龙）       | 359ª Brigada           | Chen Bojun（陈伯钧）     | 14.000          |
| 120ª Divisão | He Long（贺龙）       | Regimento de Ensino    | Peng Shaohui（彭绍辉）   | 14.000          |
| 129ª Divisão | Liu Bocheng（刘伯承） | 385ª Brigada           | Wang Hongkun（王宏坤）   | 13.000          |
| 129ª Divisão | Liu Bocheng（刘伯承） | 386ª Brigada           | Chen Geng（陈赓）        | 13.000          |
| 129ª Divisão | Liu Bocheng（刘伯承） | Regimento de Ensino    | Zhang Xian（张贤）       | 13.000          |

### 1940
No inverno de 1940, o Exército da Oitava Rota já tinha 400.000 soldados. 
| Divisão                                                | Comandante               | Ordem de batalha                                        | Comandante                  | Forças da tropa |
| ------------------------------------------------------ | ------------------------ | ------------------------------------------------------- | --------------------------- | --------------- |
| 115ª Divisão                                           | Chen Guang （陈光）      | 1ª Brigada de Ensino                                    | Peng Mingzhi（彭 明治）     | 70.000          |
| 115ª Divisão                                           | Chen Guang （陈光）      | 2ª Brigada de Ensino                                    | Zeng Guohua（曾国华）       | 70.000          |
| 115ª Divisão                                           | Chen Guang （陈光）      | 3ª Brigada de Ensino Região Militar Oeste de Shandong   | Yang Yong（杨勇）           | 70.000          |
| 115ª Divisão                                           | Chen Guang （陈光）      | 4ª Brigada de Ensino Região Militar do Lago Oeste       | Deng Keming（邓克明）       | 70.000          |
| 115ª Divisão                                           | Chen Guang （陈光）      | 5ª Brigada de Ensino                                    | Liang Xingchu（梁兴初）     | 70.000          |
| 115ª Divisão                                           | Chen Guang （陈光）      | 6ª Brigada de Ensino Região Militar de Shandong e Hebei | Xing Renfu（邢仁甫）        | 70.000          |
| 115ª Divisão                                           | Chen Guang （陈光）      | Região Militar do Sul de Shandong                       | Zhang Guangzhong（张光 中） | 70.000          |
| Coluna de Shandong                                     | Zhang Jingwu （张经武）  | 1ª Brigada                                              | Wang Jian'an（王建安）      | 51.000          |
| Coluna de Shandong                                     | Zhang Jingwu （张经武）  | 2ª Brigada                                              | Sun Jixian（孙继 先）       | 51.000          |
| Coluna de Shandong                                     | Zhang Jingwu （张经武）  | 3ª Brigada                                              | Xu Shiyou（许世友）         | 51.000          |
| Coluna de Shandong                                     | Zhang Jingwu （张经武）  | 5ª Brigada                                              | Wu Kehua（吴克华）          | 51.000          |
| Coluna de Shandong                                     | Zhang Jingwu （张经武）  | 1º Destacamento                                         | Hu Qicai（胡 奇才）         | 51.000          |
| Coluna de Shandong                                     | Zhang Jingwu （张经武）  | 4º Destacamento                                         | Zhao Jie（赵杰）            | 51.000          |
| Coluna de Shandong                                     | Zhang Jingwu （张经武）  | 5º Destacamento                                         | Wang Bin（王彬）            | 51.000          |
| 120ª Divisão Região Militar do Oeste e Norte de Shanxi | He Long （贺龙）         | 1ª Brigada Independente 4ª Subárea Militar              | Gao Shiyi（高士 一）        | 51.000          |
| 120ª Divisão Região Militar do Oeste e Norte de Shanxi | He Long （贺龙）         | 2ª Brigada Independente 2ª Subárea Militar              | Peng Shaohui（彭绍辉）      | 51.000          |
| 120ª Divisão Região Militar do Oeste e Norte de Shanxi | He Long （贺龙）         | 358ª Brigada 3ª Subárea Militar                         | Zhang Zongxun （张宗 逊）   | 51.000          |
| 120ª Divisão Região Militar do Oeste e Norte de Shanxi | He Long （贺龙）         | 2ª Coluna da Juventude de Shanxi 8ª Subárea Militar     | Han Jun（韩 钧）            | 51.000          |
| 120ª Divisão Região Militar do Oeste e Norte de Shanxi | He Long （贺龙）         | Destacamento de Cavalaria                               | Yao Zhe（姚 喆）            | 51.000          |
| 129ª Divisão                                           | Liu Bocheng （刘伯承）   | Subárea Militar da Montanha Taihang                     | Liu Bocheng（刘伯承）       | 56.000          |
| 129ª Divisão                                           | Liu Bocheng （刘伯承）   | 386ª Brigada Subestação Militar da Montanha de Taiyue   | Chen Geng（陈赓）           | 56.000          |
| 129ª Divisão                                           | Liu Bocheng （刘伯承）   | Subárea Militar do Sul de Hebei                         | Chen Zaidao（陈 再 道）     | 56.000          |
| Região Militar de Shanxi, Hebei e Chahaer              | Nie Rongzhen （聂荣臻）  | 1ª Subárea Militar                                      | Yang Chengwu（杨成武）      | 100.000         |
| Região Militar de Shanxi, Hebei e Chahaer              | Nie Rongzhen （聂荣臻）  | 2ª Subárea Militar                                      | Guo Tianmin（郭天民）       | 100.000         |
| Região Militar de Shanxi, Hebei e Chahaer              | Nie Rongzhen （聂荣臻）  | 3ª Subárea Militar                                      | Huang Yongsheng（黄永胜）   | 100.000         |
| Região Militar de Shanxi, Hebei e Chahaer              | Nie Rongzhen （聂荣臻）  | 4ª Subárea Militar                                      | Xiong Botao（熊伯涛）       | 100.000         |
| Região Militar de Shanxi, Hebei e Chahaer              | Nie Rongzhen （聂荣臻）  | 5ª Subárea Militar                                      | Deng Hua（邓华）            | 100.000         |
| Região Militar de Shanxi, Hebei e Chahaer              | Nie Rongzhen （聂荣臻）  | 3ª Coluna Região Militar do Médio Hebei                 | Lv Zhengcao（吕正操）       | 100.000         |
| Região Militar de Shanxi, Hebei e Chahaer              | Nie Rongzhen （聂荣臻）  | Destacamento Avançado                                   | Xiao Ke（萧克）             | 100.000         |
| Shaanxi Corpo de Deixados Para Trás                    | Xiao Jinguang （肖劲光） | 385ª Brigada                                            | Wang Weizhou（王维 舟）     | 22.600          |
| Shaanxi Corpo de Deixados Para Trás                    | Xiao Jinguang （肖劲光） | 359ª Brigada                                            | Wang Zhen（王震）           | 22.600          |
| Shaanxi Corpo de Deixados Para Trás                    | Xiao Jinguang （肖劲光） | 1ª Brigada de Segurança                                 | Wen Niansheng （文 年 生）  | 22.600          |
| Shaanxi Corpo de Deixados Para Trás                    | Xiao Jinguang （肖劲光） | Comando de Segurança                                    | Gao Gang （高岗）           | 22.600          |
| Outras                                                 |                          | 2ª Coluna Região Militar de Hebei, Shandong e Henan     | Yang Dezhi（杨得志）        | 50.000          |
| Outras                                                 | 4ª Coluna                | Peng Xuefeng（彭雪枫）                                  |                             | 50.000          |
| Outras                                                 | 5ª Coluna                | Huang Kecheng （黄克诚）                                |                             | 50.000          |

- Guerrilha
- Exército Nacional Revolucionário
- Exército Popular de Libertação
- Exército Vermelho Chinês